# 中国（南京）国际软件产品和信息服务交易博览会
中国（南京）国际软件产品和信息服务交易博览会（簡稱南京软博会）是南京市从2005年开始每年举办一次的博览会，由江蘇省政府主辦，南京市人民政府、江苏省经济和信息化委员会、中国国际贸易促进委员会江苏省分会承办。